# 塞雷专区
塞雷专区（希臘語：Περιφερειακή ενότητα Σερρών），是希腊中马其顿大区的一个专区。首府为塞雷。专区面积为3,968平方公里，2011年人口数量为176,430人。

## 行政
在2011年卡利克拉提斯改革方案中，希腊所有州份被取消。原塞雷州作为整体设立为塞雷专区。塞雷专区下分为7个市镇（括号内为地图中的数字）：
- 塞雷（1）
- 阿姆菲波利斯（2）
- 维萨尔蒂亚（3）
- 埃马努伊尔-帕帕斯（4）
- 伊拉克利亚（5）
- 新济赫尼（6）
- 辛迪基（7）